# Carlos Wittner
Carlos Wittner Eber; (Llanquihue, 29 de noviembre de 1866 - Santiago, 4 de enero de 1939). Abogado y político chileno. Hijo de Ernst Wittner Gebauer, de Hamburgo y Alwine Eber Döring, de Países Bajos. Contrajo matrimonio con Ana Reimann Erber (1896).
Estudió en el Liceo de Valdivia y en el Colegio de los Sagrados Corazones de Santiago. Estudió en la Facultad de Derecho de la Universidad de Chile, donde egresó de abogado (1891). Se dedicó a su profesión y llegó a ser abogado de la Intendencia de Temuco y de Llanquihue.
Miembro del Partido Liberal Democrático. 
Elegido alcalde de la Municipalidad de Puerto Montt (1910-1915). Durante su administración se intensificaron los trabajos del ferrocarril que uniría la línea nacional con Puerto Montt y comenzó a poner los primer tendidos eléctricos del centro de la ciudad.